# Чемпіонат Європи з футболу 2004 (кваліфікаційний раунд)
Кваліфікаційний турнір Чемпіонату Європи з футболу 2004 року відбувався з 7 вересня 2002 по 19 листопада 2003 року. П’ятдесят команд-учасниць було розбито на десять груп по п’ять команд. В рамках групи кожна команда мала зіграти з кожною іншою два матчі: один на своєму полі, другий — на полі суперника. До фінального турніру автоматично потрапляли переможці кожної групи. Команди, що посіли в групах другі місця, мали змагатися за п'ять путівок до фінального турніру в стикових матчах. Португалія потрапляла до фінальної частини змагання автоматично як господар чемпіонату.

## Група 1
|            |   |   |   |   |    |    |    |
| Команда    | І | В | Н | П | МЗ | МП | О  |
| Франція    | 8 | 8 | 0 | 0 | 29 | 2  | 24 |
| Словенія * | 8 | 4 | 2 | 2 | 15 | 12 | 14 |
| Ізраїль    | 8 | 2 | 3 | 3 | 9  | 11 | 9  |
| Кіпр       | 8 | 2 | 2 | 4 | 9  | 18 | 8  |
| Мальта     | 8 | 0 | 1 | 7 | 5  | 24 | 1  |
|            |   |   |   |   |    |    |    |

* — Словенія програла Хорватії в стикових матчах і не потрапила до фінального турніру.
| Результати        |                    |          |           |          |
| Дата              | Місце проведення   |          | Результат |          |
| 7 вересня 2002    | Нікосія, Кіпр      | Кіпр     | 1:2       | Франція  |
| 7 вересня 2002    | Любляна, Словенія  | Словенія | 3:0       | Мальта   |
| 12 жовтня 2002    | Сен-Дені, Франція  | Франція  | 5:0       | Словенія |
| 12 жовтня 2002    | Та-Калі, Мальта    | Мальта   | 0:2       | Ізраїль  |
| 16 жовтня 2002    | Та-Калі, Мальта    | Мальта   | 0:4       | Франція  |
| 20 листопада 2002 | Нікосія, Кіпр      | Кіпр     | 2:1       | Мальта   |
| 29 березня 2003   | Лімасол, Кіпр      | Кіпр     | 1:1       | Ізраїль  |
| 29 березня 2003   | Ланс, Франція      | Франція  | 6:0       | Мальта   |
| 2 квітня 2003     | Палермо, Італія    | Ізраїль  | 1:2       | Франція  |
| 2 квітня 2003     | Любляна, Словенія  | Словенія | 4:1       | Кіпр     |
| 30 квітня 2003    | Палермо, Італія    | Ізраїль  | 2:0       | Кіпр     |
| 30 квітня 2003    | Та-Калі, Мальта    | Мальта   | 1:3       | Словенія |
| 7 червня 2003     | Анталья, Туреччина | Ізраїль  | 0:0       | Словенія |
| 7 червня 2003     | Та-Калі, Мальта    | Мальта   | 1:2       | Кіпр     |
| 6 вересня 2003    | Сен-Дені, Франція  | Франція  | 5:0       | Кіпр     |
| 6 вересня 2003    | Любляна, Словенія  | Словенія | 3:1       | Ізраїль  |
| 10 вересня 2003   | Анталья, Туреччина | Ізраїль  | 2:2       | Мальта   |
| 10 вересня 2003   | Любляна, Словенія  | Словенія | 0:2       | Франція  |
| 11 жовтня 2003    | Лімасол, Кіпр      | Кіпр     | 2:2       | Словенія |
| 11 жовтня 2003    | Сен-Дені, Франція  | Франція  | 3:0       | Ізраїль  |
|                   |                    |          |           |          |

## Група 2
|                      |   |   |   |   |    |    |    |
| Команда              | І | В | Н | П | МЗ | МП | О  |
| Данія                | 8 | 4 | 3 | 1 | 15 | 9  | 15 |
| Норвегія *           | 8 | 4 | 2 | 2 | 9  | 5  | 14 |
| Румунія              | 8 | 4 | 2 | 2 | 21 | 9  | 14 |
| Боснія і Герцеговина | 8 | 4 | 1 | 3 | 7  | 8  | 13 |
| Люксембург           | 8 | 0 | 0 | 8 | 0  | 21 | 0  |
|                      |   |   |   |   |    |    |    |

* — Норвегія випередила Румунію завдяки кращому результату в особистих зустрічах, але в стикових матчах програла Іспанії і не потрапила до фінального турніру.
| Результати      |                               |                      |           |                      |
| Дата            | Місце проведення              |                      | Результат |                      |
| 7 вересня 2002  | Сараєво, Боснія і Герцеговина | Боснія і Герцеговина | 0:3       | Румунія              |
| 7 вересня 2002  | Осло, Норвегія                | Норвегія             | 2:2       | Данія                |
| 12 жовтня 2002  | Копенгаген, Данія             | Данія                | 2:0       | Люксембург           |
| 12 жовтня 2002  | Бухарест, Румунія             | Румунія              | 0:1       | Норвегія             |
| 16 жовтня 2002  | Люксембург, Люксембург        | Люксембург           | 0:7       | Румунія              |
| 16 жовтня 2002  | Осло, Норвегія                | Норвегія             | 2:0       | Боснія і Герцеговина |
| 29 березня 2003 | Зеніца, Боснія і Герцеговина  | Боснія і Герцеговина | 2:0       | Люксембург           |
| 29 березня 2003 | Бухарест, Румунія             | Румунія              | 2:5       | Данія                |
| 2 квітня 2003   | Копенгаген, Данія             | Данія                | 0:2       | Боснія і Герцеговина |
| 2 квітня 2003   | Люксембург, Люксембург        | Люксембург           | 0:2       | Норвегія             |
| 7 червня 2003   | Копенгаген, Данія             | Данія                | 1:0       | Норвегія             |
| 7 червня 2003   | Крайова, Румунія              | Румунія              | 2:0       | Боснія і Герцеговина |
| 11 червня 2003  | Люксембург, Люксембург        | Люксембург           | 0:2       | Данія                |
| 11 червня 2003  | Осло, Норвегія                | Норвегія             | 1:1       | Румунія              |
| 6 вересня 2003  | Зеніца, Боснія і Герцеговина  | Боснія і Герцеговина | 1:0       | Норвегія             |
| 6 вересня 2003  | Плоєшті, Румунія              | Румунія              | 4:0       | Люксембург           |
| 10 вересня 2003 | Копенгаген, Данія             | Данія                | 2:2       | Румунія              |
| 10 вересня 2003 | Люксембург, Люксембург        | Люксембург           | 0:1       | Боснія і Герцеговина |
| 11 жовтня 2003  | Сараєво, Боснія і Герцеговина | Боснія і Герцеговина | 1:1       | Данія                |
| 11 жовтня 2003  | Осло, Норвегія                | Норвегія             | 1:0       | Люксембург           |
|                 |                               |                      |           |                      |

## Група 3
|              |   |   |   |   |    |    |    |
| Команда      | І | В | Н | П | МЗ | МП | О  |
| Чехія        | 8 | 7 | 1 | 0 | 23 | 5  | 22 |
| Нідерланди * | 8 | 6 | 1 | 1 | 20 | 6  | 19 |
| Австрія      | 8 | 3 | 0 | 5 | 12 | 14 | 9  |
| Молдова      | 8 | 2 | 0 | 5 | 5  | 19 | 6  |
| Білорусь     | 8 | 1 | 0 | 7 | 4  | 20 | 3  |
|              |   |   |   |   |    |    |    |

* — Нідерланди перемогли Шотландію в стикових матчах і потрапили до фінального турніру.
| Результати      |                       |            |           |            |
| Дата            | Місце проведення      |            | Результат |            |
| 7 вересня 2002  | Відень, Австрія       | Австрія    | 2:0       | Молдова    |
| 7 вересня 2002  | Ейндховен, Нідерланди | Нідерланди | 3:0       | Білорусь   |
| 12 жовтня 2002  | Мінськ, Білорусь      | Білорусь   | 0:2       | Австрія    |
| 12 жовтня 2002  | Кишинів, Молдова      | Молдова    | 0:2       | Чехія      |
| 16 жовтня 2002  | Відень, Австрія       | Австрія    | 0:3       | Нідерланди |
| 16 жовтня 2002  | Тепліце, Чехія        | Чехія      | 2:0       | Білорусь   |
| 29 березня 2003 | Мінськ, Білорусь      | Білорусь   | 2:1       | Молдова    |
| 29 березня 2003 | Роттердам, Нідерланди | Нідерланди | 1:1       | Чехія      |
| 2 квітня 2003   | Прага, Чехія          | Чехія      | 4:0       | Австрія    |
| 2 квітня 2003   | Тирасполь, Молдова    | Молдова    | 1:2       | Нідерланди |
| 7 червня 2003   | Мінськ, Білорусь      | Білорусь   | 0:2       | Нідерланди |
| 7 червня 2003   | Тирасполь, Молдова    | Молдова    | 1:0       | Австрія    |
| 11 червня 2003  | Оломоуц, Чехія        | Чехія      | 5:0       | Молдова    |
| 11 червня 2003  | Іннсбрук, Австрія     | Австрія    | 5:0       | Білорусь   |
| 6 вересня 2003  | Мінськ, Білорусь      | Білорусь   | 1:3       | Чехія      |
| 6 вересня 2003  | Роттердам, Нідерланди | Нідерланди | 3:1       | Австрія    |
| 10 вересня 2003 | Прага, Чехія          | Чехія      | 3:1       | Нідерланди |
| 10 вересня 2003 | Тирасполь, Молдова    | Молдова    | 2:1       | Білорусь   |
| 11 жовтня 2003  | Відень, Австрія       | Австрія    | 2:3       | Чехія      |
| 11 жовтня 2003  | Ейндховен, Нідерланди | Нідерланди | 5:0       | Молдова    |
|                 |                       |            |           |            |

## Група 4
|            |   |   |   |   |    |    |    |
| Команда    | І | В | Н | П | МЗ | МП | О  |
| Швеція     | 8 | 5 | 2 | 1 | 19 | 3  | 17 |
| Латвія *   | 8 | 5 | 1 | 2 | 10 | 6  | 16 |
| Польща     | 8 | 4 | 1 | 3 | 11 | 7  | 13 |
| Угорщина   | 8 | 3 | 2 | 3 | 15 | 9  | 11 |
| Сан-Марино | 8 | 0 | 0 | 8 | 0  | 30 | 0  |
|            |   |   |   |   |    |    |    |

* — Латвія перемогла Туреччину в стикових матчах і потрапила до фінального турніру.
| Результати        |                                  |            |           |            |
| Дата              | Місце проведення                 |            | Результат |            |
| 7 вересня 2002    | Рига, Латвія                     | Латвія     | 0:0       | Швеція     |
| 7 вересня 2002    | Серравалле, Сан-Марино           | Сан-Марино | 0:2       | Польща     |
| 12 жовтня 2002    | Варшава, Польща                  | Польща     | 0:1       | Латвія     |
| 12 жовтня 2002    | Сольна, Швеція                   | Швеція     | 1:1       | Угорщина   |
| 16 жовтня 2002    | Будапешт, Угорщина               | Угорщина   | 3:0       | Сан-Марино |
| 20 листопада 2002 | Серравалле, Сан-Марино           | Сан-Марино | 0:1       | Латвія     |
| 29 березня 2003   | Хожув, Польща                    | Польща     | 0:0       | Угорщина   |
| 2 квітня 2003     | Будапешт, Угорщина               | Угорщина   | 1:2       | Швеція     |
| 2 квітня 2003     | Островець-Свентокшиський, Польща | Польща     | 5:0       | Сан-Марино |
| 30 квітня 2003    | Рига, Латвія                     | Латвія     | 3:0       | Сан-Марино |
| 7 червня 2003     | Будапешт, Угорщина               | Угорщина   | 3:1       | Латвія     |
| 7 червня 2003     | Серравалле, Сан-Марино           | Сан-Марино | 0:6       | Швеція     |
| 11 червня 2003    | Серравалле, Сан-Марино           | Сан-Марино | 0:5       | Угорщина   |
| 11 червня 2003    | Сольна, Швеція                   | Швеція     | 3:0       | Польща     |
| 6 вересня 2003    | Рига, Латвія                     | Латвія     | 0:2       | Польща     |
| 6 вересня 2003    | Гетеборг, Швеція                 | Швеція     | 5:0       | Сан-Марино |
| 10 вересня 2003   | Рига, Латвія                     | Латвія     | 3:1       | Угорщина   |
| 10 вересня 2003   | Хожув, Польща                    | Польща     | 0:2       | Швеція     |
| 11 жовтня 2003    | Будапешт, Угорщина               | Угорщина   | 1:2       | Польща     |
| 11 жовтня 2003    | Сольна, Швеція                   | Швеція     | 0:1       | Латвія     |
|                   |                                  |            |           |            |

## Група 5
|                   |   |   |   |   |    |    |    |
| Команда           | І | В | Н | П | МЗ | МП | О  |
| Німеччина         | 8 | 5 | 3 | 0 | 13 | 4  | 18 |
| Шотландія *       | 8 | 4 | 2 | 2 | 12 | 8  | 14 |
| Ісландія          | 8 | 4 | 1 | 3 | 11 | 9  | 13 |
| Литва             | 8 | 3 | 1 | 4 | 7  | 11 | 10 |
| Фарерські острови | 8 | 0 | 1 | 7 | 7  | 18 | 1  |
|                   |   |   |   |   |    |    |    |

* — Шотландія програла Нідерландам в стикових матчах і не потрапила до фінального турніру.
| Результати      |                             |                   |           |                   |
| Дата            | Місце проведення            |                   | Результат |                   |
| 7 вересня 2002  | Тофтір, Фарерські острови   | Фарерські острови | 2:2       | Шотландія         |
| 7 вересня 2002  | Каунас, Литва               | Литва             | 0:2       | Німеччина         |
| 12 жовтня 2002  | Рейк’явік, Ісландія         | Ісландія          | 0:2       | Шотландія         |
| 12 жовтня 2002  | Каунас, Литва               | Литва             | 2:0       | Фарерські острови |
| 16 жовтня 2002  | Ганновер, Німеччина         | Німеччина         | 2:1       | Фарерські острови |
| 16 жовтня 2002  | Рейк’явік, Ісландія         | Ісландія          | 3:0       | Литва             |
| 29 березня 2003 | Нюрнберг, Німеччина         | Німеччина         | 1:1       | Литва             |
| 29 березня 2003 | Глазго, Шотландія           | Шотландія         | 2:1       | Ісландія          |
| 2 квітня 2003   | Каунас, Литва               | Литва             | 1:0       | Шотландія         |
| 7 червня 2003   | Рейк’явік, Ісландія         | Ісландія          | 2:1       | Фарерські острови |
| 7 червня 2003   | Глазго, Шотландія           | Шотландія         | 1:1       | Німеччина         |
| 11 червня 2003  | Торсхавн, Фарерські острови | Фарерські острови | 0:2       | Німеччина         |
| 11 червня 2003  | Каунас, Литва               | Литва             | 0:3       | Ісландія          |
| 20 серпня 2003  | Торсхавн, Фарерські острови | Фарерські острови | 1:2       | Ісландія          |
| 6 вересня 2003  | Рейк’явік, Ісландія         | Ісландія          | 0:0       | Німеччина         |
| 6 вересня 2003  | Глазго, Шотландія           | Шотландія         | 3:1       | Фарерські острови |
| 10 вересня 2003 | Тофтір, Фарерські острови   | Фарерські острови | 1:3       | Литва             |
| 10 вересня 2003 | Дортмунд, Німеччина         | Німеччина         | 2:1       | Шотландія         |
| 11 жовтня 2003  | Гамбург, Німеччина          | Німеччина         | 3:0       | Ісландія          |
| 11 жовтня 2003  | Глазго, Шотландія           | Шотландія         | 1:0       | Литва             |
|                 |                             |                   |           |                   |

## Група 6
|                   |   |   |   |   |    |    |    |
| Команда           | І | В | Н | П | МЗ | МП | О  |
| Греція            | 8 | 6 | 0 | 2 | 8  | 4  | 18 |
| Іспанія *         | 8 | 5 | 2 | 1 | 16 | 4  | 17 |
| Україна           | 8 | 2 | 4 | 2 | 11 | 10 | 10 |
| Вірменія          | 8 | 2 | 1 | 5 | 7  | 16 | 7  |
| Північна Ірландія | 8 | 0 | 3 | 5 | 0  | 8  | 3  |
|                   |   |   |   |   |    |    |    |

* — Іспанія перемогла Норвегію в стикових матчах і потрапила до фінального турніру.
| Результати      |                            |                   |           |                   |
| Дата            | Місце проведення           |                   | Результат |                   |
| 7 вересня 2002  | Єреван, Вірменія           | Вірменія          | 2:2       | Україна           |
| 7 вересня 2002  | Афіни, Греція              | Греція            | 0:2       | Іспанія           |
| 12 жовтня 2002  | Альбасете, Іспанія         | Іспанія           | 3:0       | Північна Ірландія |
| 12 жовтня 2002  | Київ, Україна              | Україна           | 2:0       | Греція            |
| 16 жовтня 2002  | Афіни, Греція              | Греція            | 2:0       | Вірменія          |
| 16 жовтня 2002  | Белфаст, Північна Ірландія | Північна Ірландія | 0:0       | Україна           |
| 29 березня 2003 | Єреван, Вірменія           | Вірменія          | 1:0       | Північна Ірландія |
| 29 березня 2003 | Київ, Україна              | Україна           | 2:2       | Іспанія           |
| 2 квітня 2003   | Белфаст, Північна Ірландія | Північна Ірландія | 0:2       | Греція            |
| 2 квітня 2003   | Леон, Іспанія              | Іспанія           | 3:0       | Вірменія          |
| 7 червня 2003   | Сарагоса, Іспанія          | Іспанія           | 0:1       | Греція            |
| 7 червня 2003   | Львів, Україна             | Україна           | 4:3       | Вірменія          |
| 11 червня 2003  | Афіни, Греція              | Греція            | 1:0       | Україна           |
| 11 червня 2003  | Белфаст, Північна Ірландія | Північна Ірландія | 0:0       | Іспанія           |
| 6 вересня 2003  | Єреван, Вірменія           | Вірменія          | 0:1       | Греція            |
| 6 вересня 2003  | Донецьк, Україна           | Україна           | 0:0       | Північна Ірландія |
| 10 вересня 2003 | Белфаст, Північна Ірландія | Північна Ірландія | 0:1       | Вірменія          |
| 10 вересня 2003 | Ельче, Іспанія             | Іспанія           | 2:1       | Україна           |
| 11 жовтня 2003  | Єреван, Вірменія           | Вірменія          | 0:4       | Іспанія           |
| 11 жовтня 2003  | Афіни, Греція              | Греція            | 1:0       | Північна Ірландія |
|                 |                            |                   |           |                   |

## Група 7
|                    |   |   |   |   |    |    |    |
| Команда            | І | В | Н | П | МЗ | МП | О  |
| Англія             | 8 | 6 | 2 | 0 | 14 | 5  | 20 |
| Туреччина *        | 8 | 6 | 1 | 1 | 17 | 5  | 19 |
| Словаччина         | 8 | 3 | 1 | 4 | 11 | 9  | 10 |
| Північна Македонія | 8 | 1 | 3 | 4 | 11 | 14 | 6  |
| Ліхтенштейн        | 8 | 0 | 1 | 7 | 2  | 22 | 1  |
|                    |   |   |   |   |    |    |    |

* — Туреччина програла Латвії в стикових матчах і не потрапила до фінального турніру.
| Результати      |                            |                    |           |                    |
| Дата            | Місце проведення           |                    | Результат |                    |
| 7 вересня 2002  | Вадуц, Ліхтенштейн         | Ліхтенштейн        | 1:1       | Північна Македонія |
| 7 вересня 2002  | Стамбул, Туреччина         | Туреччина          | 3:0       | Словаччина         |
| 12 жовтня 2002  | Скоп’є, Північна Македонія | Північна Македонія | 1:2       | Туреччина          |
| 12 жовтня 2002  | Братислава, Словаччина     | Словаччина         | 1:2       | Англія             |
| 16 жовтня 2002  | Саутгемптон, Англія        | Англія             | 2:2       | Північна Македонія |
| 16 жовтня 2002  | Стамбул, Туреччина         | Туреччина          | 5:0       | Ліхтенштейн        |
| 29 березня 2003 | Вадуц, Ліхтенштейн         | Ліхтенштейн        | 0:2       | Англія             |
| 29 березня 2003 | Скоп’є, Північна Македонія | Північна Македонія | 0:2       | Словаччина         |
| 2 квітня 2003   | Сандерленд, Англія         | Англія             | 2:0       | Туреччина          |
| 2 квітня 2003   | Трнава, Словаччина         | Словаччина         | 4:0       | Ліхтенштейн        |
| 7 червня 2003   | Скоп’є, Північна Македонія | Північна Македонія | 3:1       | Ліхтенштейн        |
| 7 червня 2003   | Братислава, Словаччина     | Словаччина         | 0:1       | Туреччина          |
| 11 червня 2003  | Мідлзборо, Англія          | Англія             | 2:1       | Словаччина         |
| 11 червня 2003  | Стамбул, Туреччина         | Туреччина          | 3:2       | Північна Македонія |
| 6 вересня 2003  | Вадуц, Ліхтенштейн         | Ліхтенштейн        | 0:3       | Туреччина          |
| 6 вересня 2003  | Скоп’є, Північна Македонія | Північна Македонія | 1:2       | Англія             |
| 10 вересня 2003 | Манчестер, Англія          | Англія             | 2:0       | Ліхтенштейн        |
| 10 вересня 2003 | Жиліна, Словаччина         | Словаччина         | 1:1       | Північна Македонія |
| 11 жовтня 2003  | Вадуц, Ліхтенштейн         | Ліхтенштейн        | 0:2       | Словаччина         |
| 11 жовтня 2003  | Стамбул, Туреччина         | Туреччина          | 0:0       | Англія             |
|                 |                            |                    |           |                    |

## Група 8
|            |   |   |   |   |    |    |    |
| Команда    | І | В | Н | П | МЗ | МП | О  |
| Болгарія   | 8 | 5 | 2 | 1 | 13 | 4  | 17 |
| Хорватія * | 8 | 5 | 1 | 2 | 12 | 4  | 16 |
| Бельгія    | 8 | 5 | 1 | 2 | 11 | 9  | 16 |
| Естонія    | 8 | 2 | 2 | 4 | 4  | 6  | 8  |
| Андорра    | 8 | 0 | 0 | 8 | 1  | 18 | 0  |
|            |   |   |   |   |    |    |    |

* — Хорватія випередила Бельгію завдяки кращій різниці забитих та пропущених м’ячів, а потім перемогла Словенію в стикових матчах і потрапила до фінального турніру.
| Результати      |                           |          |           |          |
| Дата            | Місце проведення          |          | Результат |          |
| 7 вересня 2002  | Брюссель, Бельгія         | Бельгія  | 0:2       | Болгарія |
| 7 вересня 2002  | Осієк, Хорватія           | Хорватія | 0:0       | Естонія  |
| 12 жовтня 2002  | Андорра-ла-Велла, Андорра | Андорра  | 0:1       | Бельгія  |
| 12 жовтня 2002  | Софія, Болгарія           | Болгарія | 2:0       | Хорватія |
| 16 жовтня 2002  | Софія, Болгарія           | Болгарія | 2:1       | Андорра  |
| 16 жовтня 2002  | Таллінн, Естонія          | Естонія  | 0:1       | Бельгія  |
| 29 березня 2003 | Загреб, Хорватія          | Хорватія | 4:0       | Бельгія  |
| 2 квітня 2003   | Вараздін, Хорватія        | Хорватія | 2:0       | Андорра  |
| 2 квітня 2003   | Таллінн, Естонія          | Естонія  | 0:0       | Болгарія |
| 30 квітня 2003  | Андорра-ла-Велла, Андорра | Андорра  | 0:2       | Естонія  |
| 7 червня 2003   | Софія, Болгарія           | Болгарія | 2:2       | Бельгія  |
| 7 червня 2003   | Таллінн, Естонія          | Естонія  | 2:0       | Андорра  |
| 11 червня 2003  | Гент, Бельгія             | Бельгія  | 3:0       | Андорра  |
| 11 червня 2003  | Таллінн, Естонія          | Естонія  | 0:1       | Хорватія |
| 6 вересня 2003  | Андорра-ла-Велла, Андорра | Андорра  | 0:3       | Хорватія |
| 6 вересня 2003  | Софія, Болгарія           | Болгарія | 2:0       | Естонія  |
| 10 вересня 2003 | Андорра-ла-Велла, Андорра | Андорра  | 0:3       | Болгарія |
| 10 вересня 2003 | Брюссель, Бельгія         | Бельгія  | 2:1       | Хорватія |
| 11 жовтня 2003  | Льєж, Бельгія             | Бельгія  | 2:0       | Естонія  |
| 11 жовтня 2003  | Загреб, Хорватія          | Хорватія | 1:0       | Болгарія |
|                 |                           |          |           |          |

## Група 9
|                     |   |   |   |   |    |    |    |
| Команда             | І | В | Н | П | МЗ | МП | О  |
| Італія              | 8 | 5 | 2 | 1 | 17 | 4  | 17 |
| Уельс *             | 8 | 4 | 1 | 3 | 13 | 10 | 13 |
| Сербія і Чорногорія | 8 | 3 | 3 | 2 | 11 | 11 | 12 |
| Фінляндія           | 8 | 3 | 1 | 4 | 9  | 10 | 10 |
| Азербайджан         | 8 | 1 | 1 | 6 | 5  | 20 | 4  |
|                     |   |   |   |   |    |    |    |

* — Уельс програв Росії в стикових матчах і не потрапив до фінального турніру.
| Результати        |                                |                     |           |                     |
| Дата              | Місце проведення               |                     | Результат |                     |
| 7 вересня 2002    | Баку, Азербайджан              | Азербайджан         | 0:2       | Італія              |
| 7 вересня 2002    | Гельсінкі, Фінляндія           | Фінляндія           | 0:2       | Уельс               |
| 12 жовтня 2002    | Гельсінкі, Фінляндія           | Фінляндія           | 3:0       | Азербайджан         |
| 12 жовтня 2002    | Неаполь, Італія                | Італія              | 1:1       | Югославія *         |
| 16 жовтня 2002    | Кардіфф, Уельс                 | Уельс               | 2:1       | Італія              |
| 16 жовтня 2002    | Белград, Югославія             | Югославія *         | 2:0       | Фінляндія           |
| 20 листопада 2002 | Баку, Азербайджан              | Азербайджан         | 0:2       | Уельс               |
| 12 лютого 2003    | Подгориця, Сербія і Чорногорія | Сербія і Чорногорія | 2:2       | Азербайджан         |
| 29 березня 2003   | Палермо, Італія                | Італія              | 2:0       | Фінляндія           |
| 29 березня 2003   | Кардіфф, Уельс                 | Уельс               | 4:0       | Азербайджан         |
| 7 червня 2003     | Гельсінкі, Фінляндія           | Фінляндія           | 3:0       | Сербія і Чорногорія |
| 11 червня 2003    | Баку, Азербайджан              | Азербайджан         | 2:1       | Сербія і Чорногорія |
| 11 червня 2003    | Гельсінкі, Фінляндія           | Фінляндія           | 0:2       | Італія              |
| 20 серпня 2003    | Белград, Сербія і Чорногорія   | Сербія і Чорногорія | 1:0       | Уельс               |
| 6 вересня 2003    | Баку, Азербайджан              | Азербайджан         | 1:2       | Фінляндія           |
| 6 вересня 2003    | Мілан, Італія                  | Італія              | 4:0       | Уельс               |
| 10 вересня 2003   | Белград, Сербія і Чорногорія   | Сербія і Чорногорія | 1:1       | Італія              |
| 10 вересня 2003   | Кардіфф, Уельс                 | Уельс               | 1:1       | Фінляндія           |
| 11 жовтня 2003    | Реджо-ді-Калабрія, Італія      | Італія              | 4:0       | Азербайджан         |
| 11 жовтня 2003    | Кардіфф, Уельс                 | Уельс               | 2:3       | Сербія і Чорногорія |
|                   |                                |                     |           |                     |

* — Югославія була перейменована на Сербію і Чорногорію в лютому 2003 року.

## Група 10
|           |   |   |   |   |    |    |    |
| Команда   | І | В | Н | П | МЗ | МП | О  |
| Швейцарія | 8 | 4 | 3 | 1 | 15 | 11 | 15 |
| Росія *   | 8 | 4 | 2 | 2 | 19 | 12 | 14 |
| Ірландія  | 8 | 3 | 2 | 3 | 10 | 11 | 11 |
| Албанія   | 8 | 2 | 2 | 4 | 11 | 15 | 8  |
| Грузія    | 8 | 2 | 1 | 5 | 8  | 14 | 7  |
|           |   |   |   |   |    |    |    |

* — Росія перемогла Уельс в стикових матчах і потрапила до фінального турніру.
| Результати      |                   |           |           |           |
| Дата            | Місце проведення  |           | Результат |           |
| 7 вересня 2002  | Москва, Росія     | Росія     | 4:2       | Ірландія  |
| 7 вересня 2002  | Базель, Швейцарія | Швейцарія | 4:1       | Грузія    |
| 12 жовтня 2002  | Тирана, Албанія   | Албанія   | 1:1       | Швейцарія |
| 16 жовтня 2002  | Дублін, Ірландія  | Ірландія  | 1:2       | Швейцарія |
| 16 жовтня 2002  | Волгоград, Росія  | Росія     | 4:1       | Албанія   |
| 29 березня 2002 | Шкодер, Албанія   | Албанія   | 3:1       | Росія     |
| 29 березня 2003 | Тбілісі, Грузія   | Грузія    | 1:2       | Ірландія  |
| 2 квітня 2003   | Тирана, Албанія   | Албанія   | 0:0       | Ірландія  |
| 2 квітня 2003   | Тбілісі, Грузія   | Грузія    | 0:0       | Швейцарія |
| 30 квітня 2003  | Тбілісі, Грузія   | Грузія    | 1:0       | Росія     |
| 7 червня 2003   | Дублін, Ірландія  | Ірландія  | 2:1       | Албанія   |
| 7 червня 2003   | Базель, Швейцарія | Швейцарія | 2:2       | Росія     |
| 11 червня 2003  | Дублін, Ірландія  | Ірландія  | 2:0       | Грузія    |
| 11 червня 2003  | Женева, Швейцарія | Швейцарія | 3:2       | Албанія   |
| 6 вересня 2003  | Тбілісі, Грузія   | Грузія    | 3:0       | Албанія   |
| 6 вересня 2003  | Дублін, Ірландія  | Ірландія  | 1:1       | Росія     |
| 10 вересня 2003 | Тирана, Албанія   | Албанія   | 3:1       | Грузія    |
| 10 вересня 2003 | Москва, Росія     | Росія     | 4:1       | Швейцарія |
| 11 жовтня 2003  | Москва, Росія     | Росія     | 3:1       | Грузія    |
| 11 жовтня 2003  | Базель, Швейцарія | Швейцарія | 2:0       | Ірландія  |
|                 |                   |           |           |           |

## Стикові матчі
Десять команд, що посіли другі місця в своїх групах, було розбито на пари, які мали зіграти між собою два стикових матчі: один на своєму полі, другий — на полі суперника. Путівку до фіналу здобував переможець пари за результатами двох матчів.
Стикові матчі відбулися 15 і 19 листопада 2003 року.
| Результати        |                    |           |           |           |
| Дата              | Місце проведення   |           | Результат |           |
| 15 листопада 2003 | Рига, Латвія       | Латвія    | 1:0       | Туреччина |
| 19 листопада 2003 | Стамбул, Туреччина | Туреччина | 2:2       | Латвія    |
|                   |                    |           |           |           |

Латвія перемогла за сумарним результатом двох матчів.
| Результати        |                       |            |           |            |
| Дата              | Місце проведення      |            | Результат |            |
| 15 листопада 2003 | Глазго, Шотландія     | Шотландія  | 1:0       | Нідерланди |
| 19 листопада 2003 | Амстердам, Нідерланди | Нідерланди | 6:0       | Шотландія  |
|                   |                       |            |           |            |

Нідерланди перемогли за сумарним результатом двох матчів.
| Результати        |                   |          |           |          |
| Дата              | Місце проведення  |          | Результат |          |
| 15 листопада 2003 | Загреб, Хорватія  | Хорватія | 1:1       | Словенія |
| 19 листопада 2003 | Любляна, Словенія | Словенія | 0:1       | Хорватія |
|                   |                   |          |           |          |

Хорватія перемогла за сумарним результатом двох матчів.
| Результати        |                  |       |           |       |
| Дата              | Місце проведення |       | Результат |       |
| 15 листопада 2003 | Москва, Росія    | Росія | 0:0       | Уельс |
| 19 листопада 2003 | Кардіфф, Уельс   | Уельс | 0:1       | Росія |
|                   |                  |       |           |       |

Росія перемогла за сумарним результатом двох матчів.
| Результати        |                   |          |           |          |
| Дата              | Місце проведення  |          | Результат |          |
| 15 листопада 2003 | Валенсія, Іспанія | Іспанія  | 2:1       | Норвегія |
| 19 листопада 2003 | Осло, Норвегія    | Норвегія | 0:3       | Іспанія  |
|                   |                   |          |           |          |

Іспанія перемогла за сумарним результатом двох матчів.

## Фіналісти
Таким чином, до фінального турніру Чемпіонату Європи з футболу 2004 року потрапили такі команди:
1. Англія — переможець групи 7.
2. Болгарія — переможець групи 8.
3. Греція — переможець групи 6.
4. Данія — переможець групи 2.
5. Іспанія — переможець в стикових матчах.
6. Італія — переможець групи 9.
7. Латвія — переможець в стикових матчах.
8. Нідерланди — переможець в стикових матчах.
9. Німеччина — переможець групи 5.
10. Португалія — господар турніру.
11. Росія — переможець в стикових матчах.
12. Франція — переможець групи 1.
13. Хорватія — переможець в стикових матчах.
14. Чехія — переможець групи 3.
15. Швейцарія — переможець групи 10.
16. Швеція — переможець групи 4.